# Klaus Volkert (Mathematiker)
Klaus Thomas Volkert ist ein deutscher Mathematikhistoriker und Fachdidaktiker für Mathematik.
Klaus Volkert wurde 1986 an der Universität des Saarlandes promoviert (Die Krise der Anschauung: eine Studie zu formalen und heuristischen Verfahren in der Mathematik seit 1850). Er war bis zu seiner Emeritierung 2020 Professor für Mathematikdidaktik und Mathematikgeschichte an der Universität Wuppertal. Dort war er auch am Interdisziplinären Zentrum für Wissenschafts- und Technikforschung (IZWT) tätig.
Er befasste sich unter anderem mit Geschichte der projektiven, deskriptiven, nichteuklidischen und höherdimensionalen Geometrie im 18. bis 20. Jahrhundert. Er forscht auch zur Geschichte der Topologie (William Threlfall, Herbert Seifert).
Er war Mitherausgeber (ab 2006 geschäftsführender Direktor) der Mathematischen Semesterberichte.

## Schriften (Auswahl)
- Die Krise der Anschauung, Vandenhoeck und Ruprecht 1986
- Die Lehre vom Flächeninhalt ebener Polygone, Mathematische Semesterberichte, Band 46, 1999, S. 1–28
- Das Undenkbare denken: Die Rezeption der nichteuklidischen Geometrie im deutschsprachigen Raum (1860–1900), Springer Spektrum 2013
- Herausgeber: David Hilbert. Grundlagen der Geometrie (Festschrift 1899), Springer Spektrum 2015 (Nachdruck der ersten Ausgabe des Buchs)
- Up, up and away, in: L. Bioesmat-Martagon (Hrsg.): Eléments d'une biographie de l'espace géométrique, Nancy: PUN 2016, S. 143–217
- Ways of space-making, in: L. Bioesmat-Martagon (Hrsg.): Eléments d'une biographie de l'espace géométrique, Nancy: PUN, 2016, S. 220–253
- On Models for Visualizing Four-Dimensional Figures, The Mathematical Intelligencer, Band 39, 2017, S. 27–35
- Herausgeber mit Domenico Giulini, Erhard Scholz: Hermann Weyl, Symmetrie, Springer Spektrum 2017 (darin von Volkert: Eine kurze Geschichte der Symmetrie und Kommentare)
- In höheren Räumen: Der Weg der Geometrie in die vierte Dimension, Springer Spektrum 2018
- mit  Jörn Steuding (Hrsg.): Facetten der Mathematik: 85 Jahre Mathematische Semesterberichte, Springer 2018
- Herausgeber mit Évelyne Barbin, Évelyne, Marta Menghini: Descriptive Geometry, The Spread of a Polytechnic Art – The Legacy of Gaspard Monge, Springer 2019 (darin von Volkert: Wilhelm Fiedler and descriptive geometry)
- mit Frank Etwein, Jean Daniel Voelke: Dualität als Archetypus mathematischen Denkens, Cuvillier Verlag 2019
- mit Jörn Steuding: Facetten der Mathematikgeschichte, Springer Spektrum 2019
- mit Jörn Steuding: Facetten der Mathematikdidaktik, Springer Spektrum 2020